# ANARCHY
ANARCHY（アナーキー、本名：北岡 健太（きたおか けんた））は京都府出身のラッパーである。R-RATED RECORDS出身。

## 来歴
- 1981年、大阪府に生まれる。
- 1984年、京都の市営団地に転居。[1]
- 1998年、ZEEBRAが出演する音楽番組を目にしたことにより本格的にラッパーを志すようになる。[1]
- 2000年、JC、NAUGHTY、BISHOP（現：YOUNG BERY）、DJ AKIOと共にRUFF NECKを結成した。
- 2003年、自主でE.P.『Ghetto Day'z』を発表し、手売りや地元ショップ等で販売。その後、R-RATED RECORDSの立ち上げに合流し、交流のあった名古屋シーンや全国区プロデューサーへの客演もこなすようになる。
- 2005年12月21日、自身の1stシングル『Ghetto King』(Future Shock / R-Rated Records)を発売。
- 2006年4月19日、自身の生い立ちをラップしたシングル2ndシングル『Growth』(R-Rated Records)を発売 。
- 2006年12月13日、1stアルバム『ROB THE WORLD』(R-Rated Records)を発売。『ミュージック・マガジン』、『Riddim』誌などで“年間ベスト・アルバム”に選出される。また、ヒップホップ誌 『blast』最終号企画“The Future 10 Of Japanese HipHop”において、将来を期待できる5人に選出され、表紙を飾った。さらに、カルチャー誌『Quick Japan』70号記念総力特集では“ゼロ年代日本次の100人”に選出されたり、『実話ナックルズ』および、カルチャー誌『High&Out』や『HARDEST MAGAZINE』行う。
- 2008年9月、2ndアルバム『Dream and Drama』(R-Rated Records)を発売。『Custom Lowriding』、『Tattoo Burst』、『bounce』、『Riddim』等の表紙を飾り、渋谷アップルストアでの無料ライブには同店舗過去最高の動員数を記録。また、『Dream and Drama』は『Music Magazine』『Riddim』『bounce』等の雑誌にて2008年邦楽ヒップホップアルバム第一位を獲得した。さらに「Fate」のミュージックビデオが「スペースシャワーTV VIDEO MUSIC AWARDS 09」にて「BEST HIP HOP VIDEO」を受賞。[2]
- 2008年10月、3箇所（名古屋、東京、大阪）で初のワンマンライブショーケースを行う。
- 2009年6月3日、その模様を記録したDVD『DREAM AND DRAMA LIVE!』(R-Rated Records)を発売。
- 2011年8月3日、全編MUROプロデュースによる3rdアルバム『Diggin’ Anarchy』(R-Rated Records)を発売。
- 2011年10月7日、朝日新聞社が運営するニュースサイト「asahi.com」に掲載されたコラム『「下流」の現実リアルに　新世代ラッパーの歌詞に存在感』にて紹介される。
- 2011年12月18日、日本人のヒップホップアーティストとしては初の「Billboard LIVE TOKYO」で単独公演を果たす。[3]
- 2012年5月2日、RUFF NECKとして初のフルアルバム『RUFF TREATMENT』(R-Rated Records)を発売。
- 2013年11月13日、4thアルバム『DGKA (DIRTY GHETTO KING ANARCHY)』をフリー・ダウンロードにて公開。米国の大手配信サイト「Datpiff」「audiomack」のチャートで一位を獲得。[4][5]
- 2014年1月1日、所属レーベルをavexに新設した「CLOUD 9 CLIQUE」に移籍したことを発表。[6][7]
- 2014年7月2日、メジャー1stアルバム『NEW YANKEE』(avex)を発売。[8]
- 2014年7月5日、自身の生い立ちを追ったドキュメンタリー映画「DANCHI NO YUME」が渋谷UPLINKで公開される。[9]
- 2016年7月6日、メジャー2ndアルバム『BLKFLG』(rhythm zone)を発売。[10][11]
- 2019年3月13日、メジャー3rdアルバム『The KING』(cutting edge)を発売し、avexとの契約を終了。[12]

## 作品

### シングル
- 『GHETTO KING』（2005年12月21日）
- 『GROWTH』（2006年4月19日）
- 『MY WORDS』（2007年11月28日）
- 『WALKING MAN』((2019年10月9日)
- 『Promise feat. Awich』(2020年4月24日)
- 『Proceed』(2020年6月11日)

### アルバム
- 『ROB THE WORLD』（2006年12月13日）
- 『Dream and Drama』（2008年9月10日）
- 『Diggin’ Anarchy』（2011年8月3日）
- 『DGKA (DIRTY GHETTO KING ANARCHY)』（2013年11月13日）
- 『NEW YANKEE』（2014年7月2日）
- 『BLKFLG』（2016年7月6日）
- 『The KING』 (2019年3月13日)
- 『NOISE CANCEL』（2021年6月18日）
- 『MY MIND』（2023年10月20日）

### 著書
- 『痛みの作文』（2008年2月15日）

### DVD
- 『DREAM AND DRAMA LIVE!』（2009年6月3日）
- 『LIVE AT BILLBOARD LIVE TOKYO』（2012年12月25日）
- 『THE KING TOUR SPECIAL AT EX THEATER ROPPONGI』(2020年1月1日）

### 参加楽曲
- It's A Pay Back / B-NINJAH & AK-69 Feat. Ruff Neck, La Bono
- Ghetto Fabulous / Bach Logic feat. EQUAL, ANARCHY
- Keep My Words / KALASSY NIKOFF feat.ANARCHY
- Thugs 4 Life / DJ 4-SIDE feat.AK-69, Mr.OZ, II-J, EQUAL, U, ANARCHY
- WE GOT NEXXX / DJ HAZIME feat.ANARCHY, RYUZO, EQUAL
- ICE CREAM /DJ RYOW feat. GHETTO SUPER STARS(Ruff Neck,O.G. JAP)
- Die Befor Dishoner / SYGNAL feat.ANARCHY,籠獅
- Que Vas a Hacer? / ENDLESS FILE feat. ANARCHY
- FOCU$ ON SH☆T 75 / YAKKO for AQUARIUS feat.RYUZO,ANARCHY
- Money Clip /"E"qual feat. ANARCHY
- H.U.N.T. / SYGNAL feat. ANARCHY, 籠獅
- R-RATED / RYUZO feat. ANARCHY
- 戦場のメリークリスマス -One Day- / RYUZO feat. ANARCHY,名取香り
- YOU CROOK / AK-69 feat. ANARCHY
- TWO MOST WANTED / LA BONO feat. ANARCHY
- BUST THIS! / RYUZO feat. ANARCHY, LA BONO
- FIRE!!!!(阿鼻叫喚) / DABO feat.ANARCHY
- Re:MOST WANTED / SAND feat.AK-69,4WD,ANARCHY,SHADY
- Vanilla Shake / SAND feat.ANARCHY
- GHETTO CHAMP / YOUNG BERY feat. ANARCHY
- Intro ～Aggressive & Hungry～ "E"QUAL feat. Anarchy, Jack Herer
- Late night shuffle / ROCK DIAMONDS feat.ANARCHY,SIMON
- RUSH HOUR / RYUZO feat. RUFF NECK, LA BONO, SR420
- IT'S MY TOWN / RYUZO feat. ANARCHY
- B-Boy Minded / Mr. BEATS a.k.a. DJ CELORY feat. ANARCHY
- Dreams / Simon feat. ANARCHY
- MP5000FT / Microphone Pager feat. ANARCHY,SEEDA
- Don’t Turn Off The Lights / GRAND BEATS feat. ANARCHY
- Spread Da Shine / BLACK FILE feat. ANARCHY, B.D., 般若
- I Rep / DABO, ANARCHY, KREVA
- I.M.P./AK-69  feat. ANARCHY
- 24 Bars To Kill /  Anarchy, RINO LATINA II, 漢 , Maccho
- ROC RATED / RYUZO, ANARCHY, La Bono
- Fighters Anthem / ZEEBRA feat. ANARCHY
- PAPARAZZI /AK-69 feat. ANARCHY,MACCHO
- ONE WAY RIDE / 2WIN feat. ANARCHY
- Fuck Swag (REMIX) feat. ANARCHY, 般若 / KOHH
- POCKET 2.0 feat.ANARCHY / Red Eye & OVER KILL
- MAD BOMBER / 餓鬼レンジャー feat. ANARCHY
- BOOM BAAP (REMIX) / DANDEE feat.  ANARCHY, RYUZO & NJ HENESSY
- GOD'S CHILDREN / 青山テルマ feat. ANARCHY
- WHO ARE U？2015 / DJ RYOW feat. TOKONA-X, ANARCHY & 般若
- Understand Me / Daboyway x ANARCHY
- WHORU? feat. ANARCHY / Awich
- Where we From feat. T-pablow
- MIGHTY WARRIORS / PKCZ®︎ feat. CRAZY BOY, ANARCH, SWAY, MIGHTY CROWN（MASTA-SIMON & SAMI-T）
- FUNK JUNGLE / ANARCHY,SWAY & CRAZYBOY
- BBFL / ANARCHY & SWAY
- CLAPTIME / CRAZYBOY feat. ANARCHY, VERBAL, SWAY, DABO
- T-REX feat. Crystal Kay, CRAZYBOY, ANARCHY / PKCZ®︎
- DREAM BOYZ / MIGHTY WARRIORS
- GOOD LIFE / MIGHTY WARRIORS
- DIRTY WORK (REMIX) feat. ANARCHY / AKLO
- Rob All feat. ANARCHY / Leon Fanourakis
- No Pain No Gain feat. ANARCHY / ZORN
- Culture feat. ANARCHY & T-Pablow / Eric.B.Jr[13]
- FINALIST (feat.ANARCHY) / UVERworld
- ケレモ(Remix) feat. ANARCHY / SIS(死生)

## 出演

### テレビドラマ
- HiGH&LOW〜THE STORY OF S.W.O.R.D.〜（2015年10月 - 12月、日本テレビ）- 9役
- HiGH&LOW SEASON2（2016年4月 - 6月）

### 映画
- TOKYO TRIBE (2014年) - 本人 役
- HiGH&LOW（2016年 - 2017年）- 9 役
  - HiGH&LOW THE MOVIE（2016年）
  - HiGH&LOW THE MOVIE2 / END OF SKY（2017年）
  - HiGH&LOW THE MOVIE3 / FINAL MISSION（2017年）
- BLKFLG the movie (2016年) - 主演・本人 役
- WALKING MAN (2019年) - 監督